# Enskärs fyr
Enskärs fyr (finska: Isokarin majakka) är en finsk fyr på ön Enskär i sydöstra Bottenhavet, 25 kilometer sydväst om Nystad. Den byggdes efter att Finland hade blivit en autonom del av Ryssland och man vill märka ut en farled från Österbotten till egentliga Östersjön som inte gick genom svenskt vatten.
Fyren, som har drag av Rysslands första fyr Tolbuhin utanför Kronstadt, ritades av lotsmajor Gustaf Brodd och arkitekt Carl Ludvig Engel. Den började byggas 1831 och tändes första gången 1838 när farleden hade märkts ut. Det 30 meter höga runda fyrtornet murades av tegel som målades gult. Högst upp fanns en 12-kantig lanternin i trä med glasrutor och en fyrapparat med nio rovoljelampor med paraboliska reflektorer placerade i en ring.

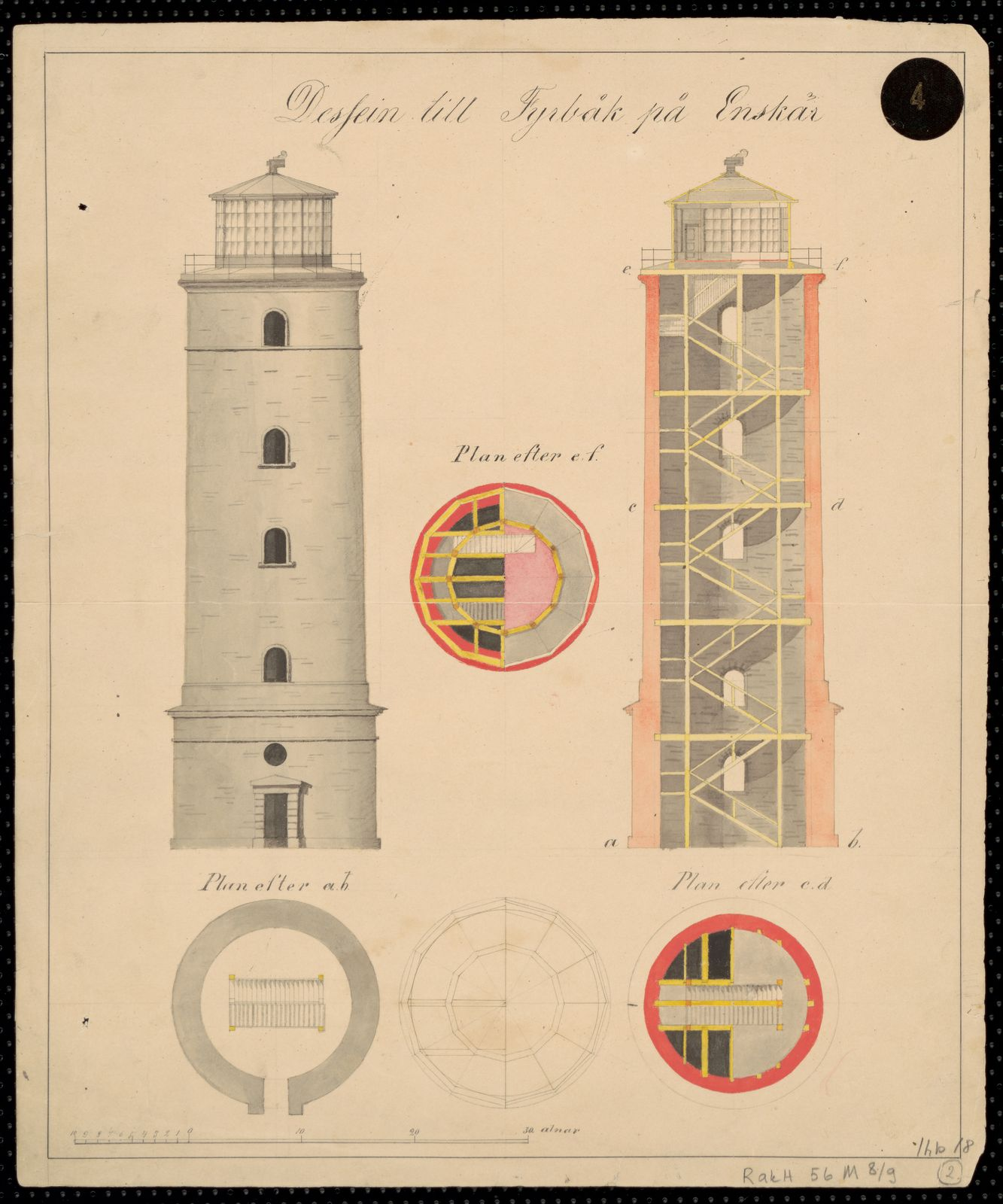
Planritning över den ursprungliga fyren.

År 1889 byggdes tornet om och blev sex  meter högre. Det fick en ny, konisk överdel och en lanternin i plåt och  målades om till rött med vita fält. Rovoljelampan ersattes med fotogenglödljus 1904. Fyren renoverades igen 1933 och rappades om, nu med svart-vita fält. Under vinterkriget använde fienden den som landmärke och bombplanen  kretsade kring fyren innan de flög mot Björneborg, Raumo eller  Vasa. Den finska försvarsmakten övervägde ett tag att spränga fyren för att försvåra för fienden, men planerna skrinlades.
Fyrplatsen elektrifierades med ström från elnätet 1952 och fyren försågs med ett begagnat linssystem från Karlö fyr, automatiserades och avbemannades. 1968 målades den om i de nuvarande färgerna rött och vitt.
Idag ligger den nyrenoverade fyren  inne i Bottenhavets nationalpark och kan besökas med guide.